# 惡女向前衝
《惡女向前衝》（英语：Work Bitch，去髒版：Work Work）是收录于美国女歌手布蘭妮·斯皮爾斯第8张录音室专辑《勁舞布蘭妮》中的一首歌曲，于9月15日在电台首播，16日开放iTunes音乐下载。歌曲的音乐录像带由Ben Mor导演，并在加利福尼亚州的马利布拍摄。

## 背景
《惡女向前衝》由布兰妮、will.i.am、Anthony Preston、Otto Jettman和Ruth-Anne Cunningham创作。此前，布兰妮曾和will.i.am合作单曲《Scream & Shout》，而will.i.am随后于2013年3月宣布将参与布兰妮的第8张录音室专辑的创作。为了为新专辑做准备，布兰妮开始练习演唱和舞蹈。2013年9月7日，《惡女向前衝》音乐录像带的拍摄得到了布兰妮的证实。2013年8月20日，布兰妮的官方网站上换上了倒计时至9月17日的标题“All Eyes On Me”，而让部分粉丝认为这是第8张专辑首支单曲的倒计时。作为回应，布兰妮称新歌“much sooner than you think”（比你想象的来得快很多）。
2013年9月10日，布兰妮证实《惡女向前衝》将于2013年9月16日进行全球电台首播，美国东部时间下午6时，布兰妮在她的官方Twitter账户上发布了第2条推：“Work Bitch will be available on @iTunesMusic that night at 12:01am ET, Sept 17th... are u ready?! #YouBettaWorkB #1Week（Work Bitch将于美国东部时间9月17日凌晨12:01发布于iTunes，你准备好了吗？）。 9月11日,布兰妮对外宣布了歌曲的作者。12日，布兰妮官方发布了单曲封面，在封面上布兰妮站在梳妆台前，穿着紧身衣，戴着羽毛披肩。在她身后可以看到“Welcome to Fabulous Las Vegas”（欢迎来到绚丽的拉斯维加斯）小标志，可能和布蘭妮秋季將於拉斯維加斯进行為期約兩年的驻场有关。2013年9月15日，歌曲的完整版在iHeartRadio电台首播的前一天在网络上遭到泄露 因此歌曲首播比原计划提前了一天。歌曲的去髒版《Work Work》也因电台需要而发行。

## 音乐录像带

### 背景
《惡女向前衝》的音乐录像带由之前导演过布兰妮和will.i.am合作单曲《Scream & Shout》的Ben Mor导演。8月29日，布兰妮曾表示她下周将排练一些“top secret”（秘密的东西）。而音乐录像带在9月7日、8日、9日和10日在加利福尼亚州的马利布拍摄。在拍摄的首日，布兰妮发布Twitter称：“Hot day on set... ;) A little dirty, little flirty, danced my ASS off. Stoked for tomorrow!”并发布了一张身穿黑黄相间文胸，戴黑色手套的图片。2013年9月26日，布兰妮在她的Instagram账户上发布了MV片段。 MV完整版于2013年10月1日于CW電視網首播,在首播第2日的iHeartRadio音乐节. 在美国的首映获得了109万人次的观看，在18-49歲年齡段人群中收穫了0.4 / 1的收視率，同比之前的同时段，电视台收视率上涨了33％。并于2013年10月1日上传至布兰妮的VEVO账户上，在音乐录像带中，布兰妮和她的伴舞们在沙漠、水池等场景下热舞。音乐录像带的长度只有3分多钟，相对于歌曲的4分钟音频长度有所删减。

### 评价
音乐录像带释出后收到了大量粉丝的好评, 甚至被认为是布兰妮十年来最好的音乐录像带。  E! Online的Bruna Nessif称赞了布兰妮的身材,称音乐录像带“拥有比布兰妮粉丝想要的更多," 还说, ”关于音乐录像带有太多的要说了,我们甚至不知从何说起！但就从布兰妮的魔鬼身材说起怎么样呢？好吧, 从这里说起。“ Idolator的Mike Wass将MV中的沙漠场景与席亞拉2012年的音乐录像带《Got Me Good》进行比较,并写道：”（布兰妮）不仅在轻装中看起来无比华丽，there’s some life in her eyes and，我敢说，布兰妮下一步绝对回春。“ 《好萊塢報導》contributor Sophie Schillaci认为音乐录像带中布兰妮好像回到了世纪初, 并将音乐录像带和布兰妮2001年的作品《爱情奴隶》（I'm a Slave 4 U）和2004年的作品《我的特权》进行比较。 Fuse电视台的乐评人称音乐录像带“sleek and sexy”（时尚并性感），Popsugar的Ryan Roschke评论称“虽然录像带的缘由不甚清晰，但这并不影响我们为布兰妮的‘腹肌’而‘叹服’（give Brit an 'A' for 'Abs.'）” 与之类似，Entertainment Wise的Sharnaz Shahid认为“这位流行公主逸散着性感的魅力”并且“重回了她挑逗的风格。”

## 曲目列表
- 数字下载

1. "Work Bitch" – 4:07

- 單曲CD

1. "Work Bitch" – 4:07
2. "Work Bitch" （伴奏）– 4:07

- 去髒版

1. "Work Work" – 4:07

## 榜单表现
歌曲发行后空降告示牌百强单曲榜第12名，首周卖出174,000份,是继2011年布兰妮冠军单曲《極限情挑》（Hold It Against Me）后首周銷量最高的單曲。

## 榜单成绩
| 排行榜（2013－2014年）                       | 排名 |
| -------------------------------------------- | ---- |
| 澳大利亚（澳大利亚唱片业协会單曲榜）         | 22   |
| 奥地利（Ö3四十强单曲榜）                     | 37   |
| 比利时佛兰德（Ultratop五十强单曲榜）         | 14   |
| 比利时佛兰德（Ultratop舞曲榜）               | 10   |
| 比利时瓦隆（Ultratop五十强单曲榜）           | 11   |
| 比利时瓦隆（Ultratop舞曲榜）                 | 3    |
| 加拿大（Canadian Hot 100）                   | 5    |
| 捷克（電台百強單曲榜）                       | 17   |
| 丹麥（Hitlisten单曲榜）                      | 17   |
| 芬兰 (芬兰官方下载榜)                        | 9    |
| 法国（法國唱片出版業公會單曲榜）             | 6    |
| 德国（德國官方單曲榜）                       | 36   |
| 希腊 (Billboard Digital Songs)               | 3    |
| 匈牙利（四十強舞曲榜）                       | 12   |
| 匈牙利（四十強單曲榜）                       | 12   |
| 愛爾蘭（愛爾蘭唱片音樂協會单曲榜）           | 13   |
| 意大利（意大利音乐产业联盟单曲榜）           | 6    |
| 日本 (Billboard Japan Hot 100)               | 26   |
| 黎巴嫩 (黎巴嫩二十强单曲榜)                  | 9    |
| 墨西哥 (Billboard Ingles Airplay)            | 3    |
| 墨西哥 (Monitor Latino Anglo Chart)          | 5    |
| 荷兰（百强单曲榜）                           | 45   |
| 新西兰（新西兰唱片音乐协会单曲榜）           | 28   |
| 波蘭（波蘭五十強舞曲榜）                     | 34   |
| 葡萄牙 (Billboard Digital Songs)             | 35   |
| 俄罗斯 (Tophit Weekly General Airplay)       | 16   |
| 蘇格蘭（官方榜单公司單曲榜）                 | 7    |
| 斯洛伐克（電台百強單曲榜）                   | 26   |
| 韩国 (GAON International Chart)              | 3    |
| 西班牙（西班牙音樂製作協會）                 | 8    |
| 瑞典（瑞典最熱榜）                           | 30   |
| 瑞士（瑞士热门音乐榜）                       | 25   |
| 土耳其 (Turkish Singles Chart)               | 6    |
| 英國（官方榜单公司舞曲榜）                   | 2    |
| 英國（官方榜单公司單曲榜）                   | 7    |
| 美国 (Billboard Hot 100)                     | 12   |
| 美國（《告示牌》Dance Club Songs）           | 2    |
| 美國（《告示牌》Hot Dance/Electronic Songs） | 2    |
| 美國（《告示牌》Pop Airplay）                | 14   |
| 委内瑞拉 (Record Report Pop Rock General)    | 2    |

| 排行榜（2018）          | 排名 |
| ----------------------- | ---- |
| 美国舞曲/电子乐数字销量 | 22   |

| 榜单 (2013)                            | 排名 |
| -------------------------------------- | ---- |
| 比利时（Ultratop 50 Wallonia）         | 94   |
| 比利时舞曲（Ultratop 50 Wallonia）     | 34   |
| 加拿大（加拿大热门百强单曲）           | 89   |
| 法国（SNEP）                           | 86   |
| 匈牙利（舞曲四十强） (Dance Top 40)    | 75   |
| Russia Airplay（Tophit）               | 168  |
| 美国舞曲／电子乐（Billboard）          | 17   |
| 美国舞曲／电子乐（数字）（Billboard）  | 18   |
| 美国舞曲/电子乐（流媒体）（Billboard） | 21   |

## 销售认证
| 地區                                  | 认证 | 认证单位/销量 |
| ------------------------------------- | ---- | ------------- |
| 澳大利亚（澳大利亚唱片业协会）        | 金   | 35,000^       |
| 瑞典（瑞典唱片業協會）                | 金   | 20,000‡       |
| *僅含認證的實際銷量 ^僅含認證的出貨量 |      |               |

## 发行历史
| 国家   | 日期          | 形式         | 唱片公司 |
| ------ | ------------- | ------------ | -------- |
| 美国   | 2013年9月15日 | 电台首播     | RCA      |
| 美国   | 2013年9月16日 | 数字下载     | RCA      |
| 法国   | 2013年9月17日 | 数字下载     | 索尼     |
| 德国   | 2013年9月17日 | 数字下载     | 索尼     |
| 意大利 | 2013年9月17日 | 数字下载     | 索尼     |
| 西班牙 | 2013年9月17日 | 数字下载     | 索尼     |
| 美国   | 2013年9月24日 | 主流电台     | RCA      |
| 美国   | 2013年9月24日 | 当代流行电台 | RCA      |
| 英国   | 2013年11月4日 | 数字下载     | RCA      |